# Алексис, Пьер Нор
Пьер Нор Алексис (фр. Pierre Nord Alexis; 2 августа 1820, Кап-Аитьен, Республика Гаити — 1 мая 1910, Кингстон, Британская Ямайка) — гаитянский военный и государственный деятель, принц, президент Гаити (1902—1908).

## Жизнь до президентства

### Ранняя биография

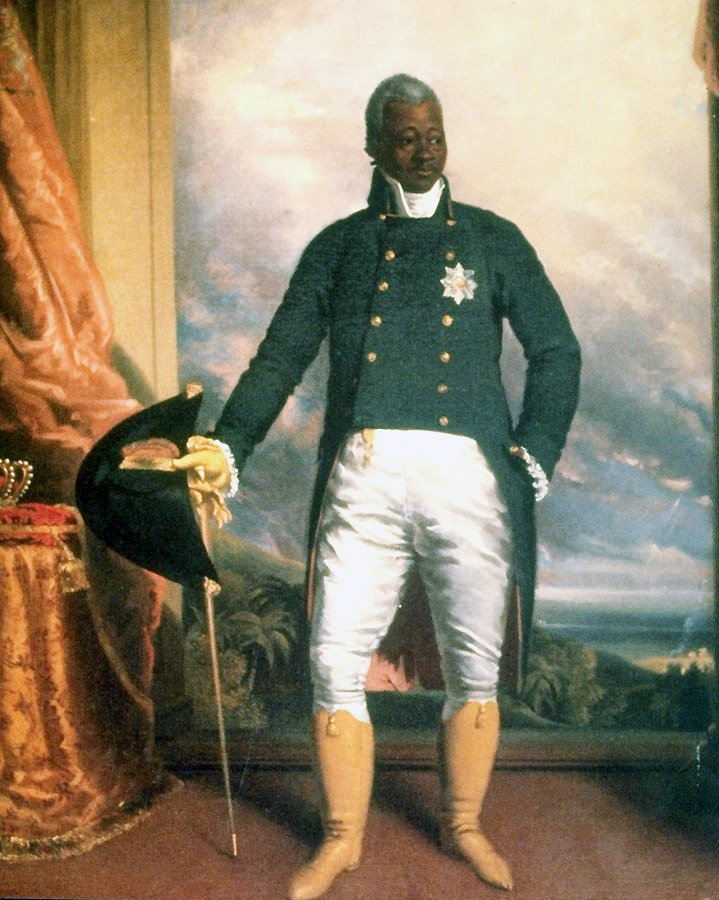
Дед Алексиса, Анри Кристоф: президент Государства Гаити (1807—1811) и король Гаити (1811—1820).

Алексис родился 2 августа 1820 года, за несколько недель до отмены монархии в Северном Гаити, в богатой семье гаитянских дворян. Алексис был сыном высокопоставленного чиновника во время монархии и женился на, племяннице короля Анри I, Блезен Жорж. После свержения деда Алексиса, короля Гаити Анри I Кристофа, его семья укрывалась в Санто-Доминго (нынешнее Доминиканская Республика).

### Военная и политическая карьера
Алексис присоединился к гаитянской армии в 1840-х годах во время президентства его тестя Жан-Луи Пьерро, чьим адъютантом он был.
В последующие годы его политическая карьера складывалась бурно. В 1867 году он был назначен военным министром в кабинете президента Сильвена Сальнава, на этой должности он находился до 1869 года. После свержения Сальнава 27 декабря 1869 года он стал членом Временного правительства под председательством генерала Ниссажа Саже. Затем он служил генералом, командовавшим армейскими частями на севере во время президентства Саже. В дальнейшем его карьера складывалась бурно: после отставки Саже в 1874 году он был выслан из страны, однако ему было разрешено вернуться на родину через несколько лет, когда к власти пришел Пьер Теома Буарон-Каналь.
Во времена президентства Лизьюса Саломона он стал активным лидером оппозиции, несколько раз ему грозило заключение, пока Саломон не был отстранён от власти в результате восстания. Новый президент, Луи Ипполит, предоставил ему важную военную должность в Северном департаменте, однако после выхода в отставку президента Тирезьяса Симона Сана он присоединился к Антенору Фирмену в попытке захватить контроль над правительством путём беспорядков в Порт-о-Пренсе.
Главой временного правительства стал его давний союзник Пьер Теома Буарон-Каналь. Он положил конец напряженности, назначив Алексиса военным и военно-морским министром, что привело к разрыву с Фирменом. Войска Фирмена потерпели поражение в Порт-о-Пренсе, и остались только два оплота повстанцев: Сен-Марк и Гонаив. Алексис пользовался ситуацией, ведя переговоры с США и объявляя себя защитником американских интересов в Карибском бассейне. В ответ Соединённые Штаты установили морскую блокаду двух городов, все еще верных Фирмену, тем самым проложив путь к власти Алексису.

## Президентство

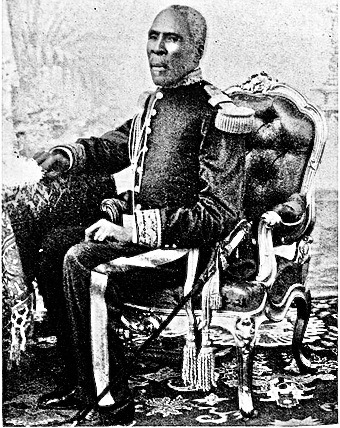
Пьер Нор Алексис, 1903 год

Алексис пришёл к власти 21 декабря 1902 года, приведя свои войска в Палату депутатов и вынудив их объявить его пожизненным президентом. Алексису удавалось оставаться у власти в течение следующих шести лет, хотя его режим был «наплаву» из-за бесконечных восстаний, а также из-за обвинений в коррупции. Несмотря на бюджетные трудности, он отказывался прибегать к кредитам, которые могут подорвать национальную независимость. Поэтому он решил использовать печатный станок, но, это вызвало только обесценивание гаитянского гурда и ухудшение экономической ситуации в стране.
Сразу после своего избрания он продемонстрировал твердый курс применительно к денежно-финансовой политики в отношении государственного бюджета. В то время высказывались обвинения в мошенничестве в связи с консолидацией растущего государственного долга во время правления президента Тирезьяса Симона Сана. 22 марта 1903 года Алексис учредил комиссию для расследования этого так называемого скандала о консолидации. Результатом расследования стало хищение 1 257 993 долларов США во время правления Симона Сана. Обвиняемым в этом деле были французский директор Национального банка Гаити и их немецкие и французские служащие, а также бывший военный министр Вильбрэн Гийом Сан, бывший генеральный прокурор, бывший министр иностранных дел и предыдущий министр финансов.
Этот скандал вызвал серию публичных дебатов, поскольку все обвиняемые были влиятельными и известными фигурами. Национальный банк Гаити зашел так далеко, что публично заявил, что прекратит оказание любой помощи правительству, если все его бывшие обвиняемые не будут освобождены и им не будет разрешено покинуть Гаити без дальнейшего расследования. Несмотря на свои личные симпатии к некоторым из обвиняемых и оказанное на него давление со стороны Национального банка, президент сохранял свою позицию невмешательства в дело. В результате лишь один обвиняемый был оправдан.
Во время его президентства не только был перестроен лицей в Порт-о-Пренсе, было завершено строительство нового Дворца правосудия. Стремясь облегчить транспортировку многочисленных товаров страны, президент приказал построить железную дорогу в Кап-Аитьене за государственный счет, поскольку ее эксплуатация была приостановлена концессионерами. Также началось строительство еще одной железнодорожной линии в Гонаиве, концессия на которую предоставлена гражданину Гаити.

## Свержение и смерть

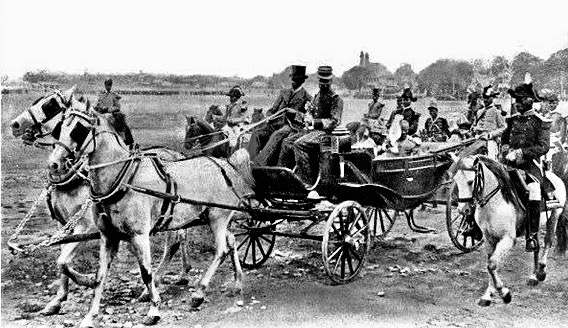
Променад президента Алексиса, 1908 год

Алексис продолжал представлять себя наследником короля Гаити Анри I. В январе 1908 года Алексис, которому тогда было 88 лет, решил объявить себя королём Анри III, соблюдая конституцию, установив парламентский режим. Это объявление объединяет сторонников Фирмена, которые поднимают новое восстание против роялистского режима Алексиса. Хотя восстание подавлено, оно усугубляет экономические проблемы страны.
Голод, разразившийся на юге в том же году, привел к жестоким голодным бунтам и новой революции, которую возглавил генерал Франсуа Антуан Симон. Отстраненный от власти 2 декабря, Алексис отправился в изгнание на Ямайку, где и умер в 1910 году.

## Потомки
Алексис женился в 1845 году на своей двоюродной сестре, принцессе Мари Луизе Амелии Селестине Пьерро, дочери принца Жан-Луи Пьерро. От этого брака родилось девять детей:
- Луи-Жан Алексис;
- Доннас Алексис;
- Этьен Алексис;
- Пьер-Луи Алексис;
- Сюзанна Алексис;
- Альсид Мари Клэр Алексис;
- Дениз Мари Роз Алексис;
- Месина Магдлен Алексис;
- Сюзетт Алексис.